# Одсхерред (муніципалітет)
Одсгерред (дан. Odsherred) — муніципалітет у регіоні Зеландія королівства Данія. Площа — 354 км². Адміністративний центр муніципалітету — місто Гейбю.

## Населення
У 2012 році населення муніципалітету становило 32 640 осіб.